# CentOS
CentOS (Community enterprise Operating System) est une distribution GNU/Linux destinée aux serveurs (et aux postes de travail). Tous ses paquets, à l'exception du logo, sont des paquets compilés à partir des sources de la distribution RHEL (Red Hat Enterprise Linux), éditée par la société Red Hat. Elle est donc quasiment identique à celle-ci et se veut 100 % compatible d'un point de vue binaire.
Utilisée par 20 % des serveurs web Linux, elle est l'une des distributions Linux les plus populaires pour les serveurs web. En janvier 2025, avec 2,9 % de part de marché, elle est la troisième distribution la plus utilisée sur les serveurs web ; les principales autres distributions étant Ubuntu (15,5 %), Debian (8.4 %).
Le 8 décembre 2020, la communauté annonce la fin de CentOS Linux au profit de CentOS Stream pour la fin de l'année 2021. Le 11 décembre, le directeur de l'activité de Conseil de Linagora ajoute sur le réseau professionnel Linkedin : « Il faut considérer que CentOS ne sera plus une version stable et apte à la production, mais une version préfigurant la RedHat à venir. »,. L'un des fondateurs de la distribution Linux CentOS, Gregory Kurtzer, a créé le projet Rocky Linux, qui constitue, avec AlmaLinux, une option stable, compatible avec les exigences de l'informatique professionnelle et l'exploitation de serveurs Linux en production.

## Structures
RHEL en version binaire, directement installable et exploitable, ne peut être obtenue que par achat d'une souscription auprès de Red Hat ou de ses revendeurs. La plupart des programmes inclus et livrés avec Red Hat sont publiés sous la licence GPL, qui impose au redistributeur (sous certaines conditions) de fournir les sources. CentOS utilise donc les sources de RHEL (accessibles librement sur Internet) pour regénérer Red Hat à l'identique[réf. souhaitée].
On peut donc considérer CentOS comme une version gratuite de Red Hat. Le support technique est de type communautaire : il se fait gratuitement et ouvertement via les listes de diffusion et les forums de la communauté CentOS[réf. souhaitée].
Depuis le 7 janvier 2014, Red Hat et CentOS se sont fortement rapprochées, puisque la plupart des principaux membres de CentOS ont été embauchés par Red Hat,.

## Distributions fondées sur CentOS
- AlmaLinux[12]
- BlueOnyx
- BlueQuartz
- ClearOS
- CloudLinux OS
- Elastix
- Endian Firewall
- Rocks Cluster Distribution
- SME Server
- Yellow Dog Linux
- Fully Automated Nagios (FAN)
- Rocky Linux

- Rockstor est un fork de CentOS/Fedora (GNU/Linux)[13]

## Exemples d'usages connus
Les serveurs de Meta, pour les services Facebook, Instagram, et WhatsApp, fonctionnent sur Centos et StreamOS. Avant son rachat, Whatsapp fonctionnait sous FreeBSD.
Centos fut également fonctionnel sur les ordinateurs du Safire.